# Giannis Latsis
Giannis Latsis (Γιάννης Λάτσης; Katakolo, 14 settembre 1910 – 17 aprile 2003) è stato un armatore greco.

## Biografia
Quattordicesimo dei 15 figli di Afrodite e di Spiros, pescatori e contadini, studiò alla scuola di marina mercantile di Pirgo (Πύργος), capoluogo dell'Elide. Si imbarcò con il grado di capitano di vascello su una nave dell'armatore greco Lucas Nomikòs, che faceva la spola tra Grecia ed Italia e trasportava soprattutto uva sultanina.
Si sposò con Erietta Tsoukalà, figlia di un commerciante del luogo. Dal matrimonio nacquero 3 figli: Spiro Latsis, Marianna Latsi e Margherita Latsi. Dopo l'ultimatum dell'Italia alla Grecia, fu arruolato nella marina militare. Alla fine della guerra subì un processo per sospetta collaborazione con i nazisti e per pratica di mercato nero, ma ne venne assolto. La sua fortuna iniziò quando l'armatore Nomikos gli affidò una nave di 300 tonnellate per noleggiarla a terzi. Poté così racimolare la somma necessaria per comprare una nave passeggeri propria, che entrò in funzione collegando le isole del golfo argosaronico al Pireo.
Si accattivò le simpatie della famiglia reale saudita mettendo a disposizione due delle sue navi per il trasporto di pellegrini alla Mecca. Durante la guerra dei sei giorni pose tutta la sua flotta a disposizione del governo egiziano, un favore che gli fu ricambiato più tardi con la sua partecipazione alla rimessa in funzione del canale di Suez. I suoi buoni rapporti con la famiglia reale saudita gli valsero un contratto miliardario per la costruzione di una raffineria di petrolio nella città di Rabigh. Un'altra gigantesca raffineria di petrolio (“Petrola”) era stata allestita qualche anno prima in località Eleusina, alle porte di Atene.
Fece numerose donazioni allo stato greco tra le quali aerei antincendio. In occasione di calamità naturali elargì consistenti aiuti alle popolazioni colpite, non solo in Grecia ma anche in Armenia ed in Egitto. In onore alla memoria del padre Spiros, che era epirota, ha sostenuto la minoranza greca d'Albania nel mantenere le sue tradizioni e la sua cultura. Per queste sue opere filantropiche fu insignito della croce d'oro dal patriarca ecumenico di Costantinopoli. Era amico personale dei membri della famiglia reale d'Inghilterra, cui prestava spesso il suo yacht "Alexander" per crociere nel mar Mediterraneo.
Su di lui è stato pubblicato un libro dal titolo Giannis Latsis, il gangster, dello scrittore Grigoris Michalopoulos.

## Onorificenze
| Controllo di autorità | VIAF (EN) 53798310 · ISNI (EN) 0000 0000 4149 3586 · LCCN (EN) no2001033249 |